# Hans Keller (Fotograf)
Hans Keller (* 1959 in Frankfurt am Main) ist ein deutscher Fotograf.

## Leben
Hans Keller wurde 1959 in Frankfurt-Höchst geboren. Er begann in den Achtzigerjahren mit der professionellen Fotografie als Assistent. Nach sechs Jahren im Studio Clive Davis, Frankfurt am Main und in der Schweiz, gründete Hans Keller 1997 das OnlightStudio in Frankfurt-Bockenheim. Heute arbeitet er als selbständiger Fotograf vorwiegend im People-, Food- und Lifestylebereich.

## Werk
Für das Projekt „DIE KUNST ZU ALTERN“ (DKZA) des Frankfurter Fotografen Hans Keller wurden im September sowie Oktober 2012 über 100 Stiftsfrauen des Frankfurter St. Katharinen- und Weißfrauenstifts zu einem Casting eingeladen. Die Auswahl fiel auf dreißig Frauen, deren Geschichten das Projektteam um Hans Keller faszinierten. Das Kunstprojekt des Fotografen Hans Keller, der Visagistin Regine Hoffmann und der Projektmanagerin Nadja Dragovic will den aktuellen Teil der Lebensgeschichte älterer Frauen fotografisch dokumentieren und dabei die Ästhetik des Alters darstellen.

## Zitate
„Zum ersten Male habe er all das an Faltigkeit, Tiefe und Details, das man sonst in der Mode wegretuschiert, einfach so belassen wie es ist, bekundet Keller. Altern, so sein Resümee und seine Botschaft, sei heute nichts mehr, vor dem man sich fürchten, ängstigen oder dessen man sich gar schämen müsse.“ Strandgut – Das Kulturmagazin, Oktober 2013
„Für manche der Damen ist es ein Geheimnis geblieben, wie Keller so schöne Fotos von Ihnen machen konnte.“ Frankfurter Allgemeine Zeitung, 1. Oktober 2013

## Einzelausstellungen
- 1992 Ypsilon / Frankfurt
- 1993 „Night & Day“, Queer / Frankfurt
- 1994 „Works“, Schauspielhaus / Leipzig
- 1995 "Brainfood", Mousonturm / Frankfurt
- 1996 "Retrospective", Jagdschloss / Wiesbaden
- 1997 "Swiss Privee", Bern / Schweiz
- 1997 "OnLight Live", Galerie Onlight / Frankfurt
- 1998 "Le Spectacle des Gourmets", Maritim / Köln
- 1998 "crossover", Galerie im Schlachthaus / Karlsruhe
- 2000 "Back in Town", Onlight Galerie / Frankfurt
- 2001 "Augenauf", Frankfurter Kunstverein
- 2004 "Vida::Vida", Cafe Royal/Frankfurt
- 2004 "Gutbürgerlich bis Fastfood", Zauberberg / Kelkheim
- 2005 "Kunsträume", Gutleutstrasse 85 / Frankfurt
- 2006 "Chamäleon", Pulse / Frankfurt
- 2007 "Juicy", Pulse / Frankfurt
- 2007 "Videoinstallation", Schamlos-Friseure / Frankfurt
- 2008 "Andalucia", Restaurante Andalucia / Frankfurt
- 2009 "Iatas y bebidas", Bar Andalucia / Frankfurt
- 2009 "Schamlos 18 - Retrospektive", In der Welle / Frankfurt
- 2009 "Mit Essen spielt man nicht", OnlightStudio / Frankfurt
- 2010 "The Art To Feel At Home - Feel The Art At Home, Leonardo Hotel/Frankfurt
- 2012 "Fashion vs. Baumarkt", Pulse / Frankfurt
- 2013 "Die Kunst zu Altern", Galerie der Frankfurter Sparkasse / Frankfurt
- 2014 "Die Kunst zu Altern", Rathaus für Senioren / Frankfurt
- 2015 "Die Kunst zu Altern", Seniorenagentur der GFFB / Frankfurt
- 2016 "Das ist doch kein Alter! Meine Zukunft in Frankfurt gestalten". Senckenberg Naturmuseum / Frankfurt
- 2017 „Nuevas Perspectivas“[1], Tapereia Aceite | San Fernando, Spanien
- 2017 „Sportskanonen“[2], Gesundheitsamt der Stadt Frankfurt
- 2018 „Grundrechte“[3], Paulskirche / Frankfurt
- 2019 „Grundrechte“[3], Ministerium für Soziales / Wiesbaden
- 2023 „Nuevas Perspectivas“, Denkbar / Frankfurt am Main

## Gruppenausstellungen
- 2012 Der Medici Kult, Galerie im Haus der Kunst, Chur
- 2011 DIE KUNST ZU ALTERN, Hufeland-Haus, Frankfurt am Main